# Paramesotriton laoensis
Paramesotriton laoensis é uma espécie de anfíbio caudado pertencente à família Salamandridae. Endêmica do Laos.